# Geschiedenis van Tienen
Dit artikel behandelt de geschiedenis van de stad Tienen.

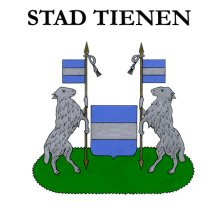

## Stenen tijdperk

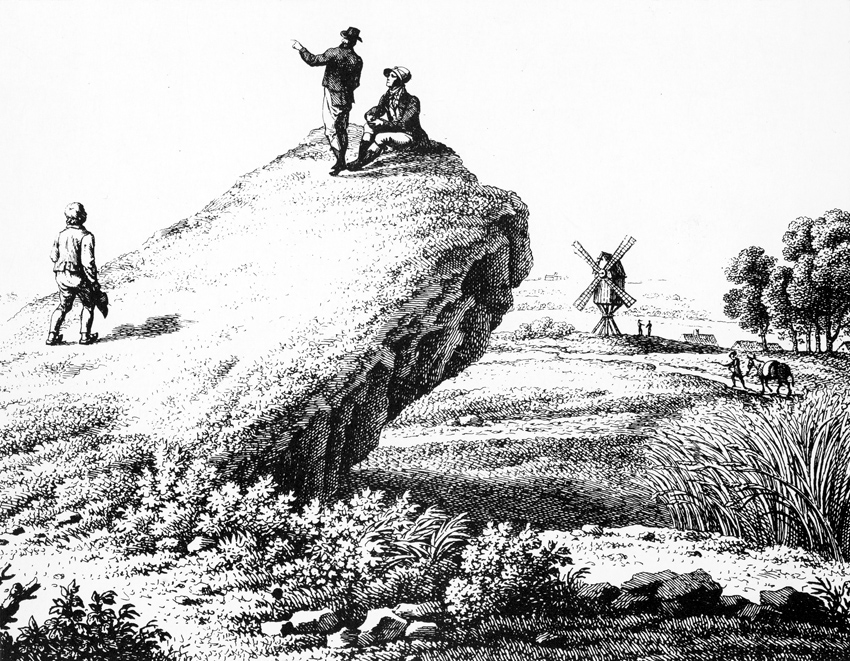
De Tiense menhir Lovensteen op een gravure van Ronck (1800-1834)

Tienen was zeker al bewoond in het mesolithicum (middensteentijd, 10.500 voor Christus), getuige daarvan de verfijnde stenen werktuigen gemaakt van kwartsiet van Overlaar en kwartsiet van Wommersom, die hun verspreiding vonden tot aan de Rijn.
Vermeldenswaard is ook de menhir die tot midden 19e eeuw in het Bostveld (grondgebied Hakendover) stond. De menhir - de Lovensteen of Leeuwensteen - is nu verdwenen maar een gravure omstreeks 1830 getekend door Ronck (of Runk) en gegraveerd door Piringer herinnert er nog aan.

## Tijd van de Galliërs
Caesar deelde de streek van Tienen in bij het gebied van de Eburonen. Toponymisten suggereren echter dat Tienen een grensgebied was voor Eburonen en Aduatiekers. De wijk Avendoren, op de linkeroever van de Gete, zou ‘versterking van de Eburonen’ betekenen: Eburonnaduro (‘duro’ is een Gallisch woord voor ‘versterking’), Ebrendoren in 1034, Evrendoren in 1155. Aandoren en Hakendover, op de rechteroever van de Gete, zouden versterkingen geweest zijn van de Aduatiekers.

## Romeinse tijd

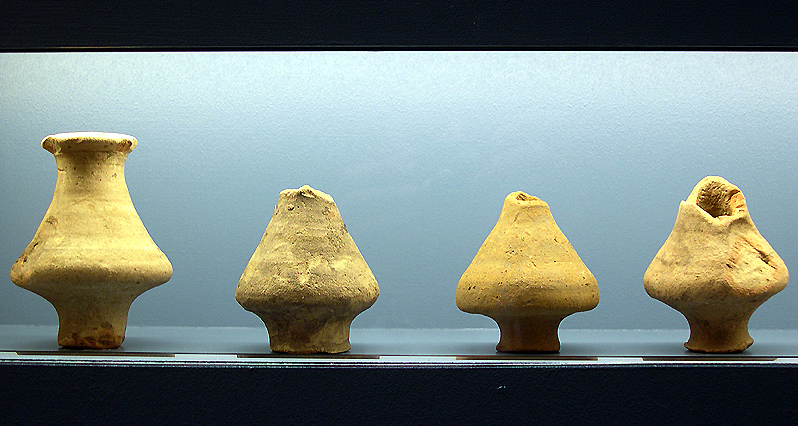
Keramiek voor de goden, museum 't Toreke Tienen

Van de Romeinen kreeg Tienen een centrumfunctie als knooppunt van vijf heirbanen. De belangrijkste ervan, het diverticulum Tongeren-Tienen-Elewijt-Asse-Kortrijk – een aftakking van de bevloerde heirbaan Keulen-Tongeren-Bavay - was versterkt te Aandoren en te Avendoren. In Avendoren was ook de voornaamste woonkern of vicus gelegen. Een tweede bewoningskern ontstond meer oostelijk, op de beter verdedigbare heuvel van Sint-Germanus.
In een kring van twee mijlen rond Tienen stonden destijds 26 groepen tumuli waarvan de drie tommen van Grimde bewaard bleven. Bij opgravingen in 1998 bleek het Grijpenveld niet alleen een enorm Gallo-Romeins grafveld te bedekken, men vond er ook een mithraeum, een cultusgebouw voor Mithras, de god vereerd door Romeinse soldaten. Tienen is de enige plaats in de Benelux, meteen ook de meest noordelijk gelegen Europese vindplaats, met een mithraeum. Dit alles wijst er op dat Tienen een belangrijk wooncentrum was.

## De Franken, de kerstening
De inval van de Franken (einde derde eeuw) gebeurde via de Romeinse heirbanen. Ripuarische Franken vestigden zich tussen Gete en Dijle, de Salische Franken aan de linkeroever van de Dijle. Deze landbezetting blijkt eeuwen later nog de kerkelijke indeling beïnvloed te hebben want de bisdommen Luik en Kamerijk vielen ermee samen. Tienen lag op de grens maar hoorde, zoals Tongeren, bij Luik.

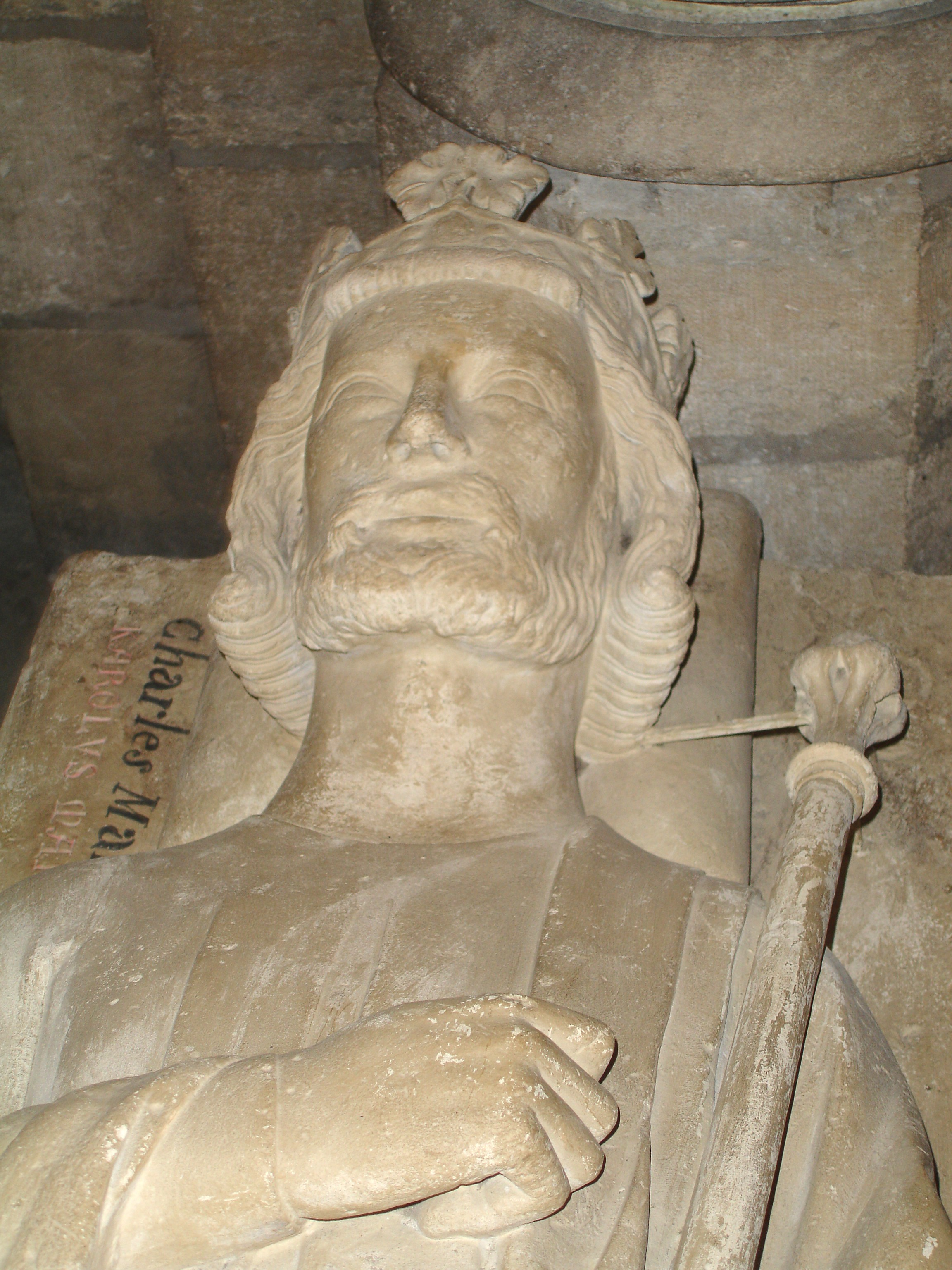
Karel Martel, graftombe in St. Denis (Frankrijk)

Vanuit Tongeren, het eerste bisdom, begonnen christelijke zendelingen, via de heirbanen, aan de kerstening van onze streken. De eerste geloofsprediker in Tienen zou Martinus geweest zijn, de zevende bisschop van Tongeren (rond 300). Niet dus de later zo populaire Martinus van Tours, de heilige die de helft van zijn mantel aan een bedelaar schenkt en die als patroonheilige van Tienen de Martinus van Tongeren heeft vervangen. De romaanse Sint-Martinuskapel in Avendoren, aan de oorspronkelijke Gallo-Romeinse vicus, was alleszins de oudste parochiekerk van de stad en dateert vermoedelijk van vóór 800. Ze werd in 1798 door het Franse regime publiek te koop gesteld en achttien jaar later gesloopt.
Op zoek naar de oudste vermelding van de stadsnaam Tienen wordt graag verwezen naar een akte van Karel de Kale van 20 april 872, die bewaard wordt in het vermaarde charterboek van de benedictijnen van Saint-Germain-des-Prés in Parijs. In een 12e-eeuwse transcriptie van deze oorkonde worden bij de goederen van de Parijse abdij de ‘villa vel abbatia Thuinas dicta’ vernoemd ‘in partibus quoque Austrasiorum, in pago scilicet Hasbanio’: ‘een woonkern en abdij, Tienen geheten, in de landstreek der Austrasiërs, in het graafschap Haspengouw.’ In het originele charter ontbreekt deze vermelding echter, zodat de gegevens niet betrouwbaar zijn hoewel het verleidelijk blijft om de Tiense nederzetting Sint-Germanus aan Saint-Germain-des-Prés in Parijs te linken.
Tienen wordt wel ondubbelzinnig vermeld in de levensbeschrijving van de heilige Amelberga door abt Theodorus van Sint-Truiden (rond 1100). Amelberga (achtste eeuw) is op de vlucht voor de soldaten van haar aanbidder, een zekere Karel (Karel Martel of volgens later bronnen Karel de Grote?), die haar tot een huwelijk wil dwingen. Aan een vernielde brug over de Gete dreigt ze te worden gevangengenomen, maar inwoners van de ‘villa Tienas’ (woonplaats Tienen) snellen haar te hulp en verdrijven haar achtervolgers. ‘Erat turba non modica’: ‘de Tienenaars waren met velen’. Uit dit heiligenverhaal kan men besluiten dat Tienen in de achtste eeuw een versterkte woonkern aan de Gete was, dat er een continuïteit is tussen de bewoning van de Gallo-Romeinse vicus en de vroeg-middeleeuwse stad.

## Eerst bij Luik, dan bij Brabant

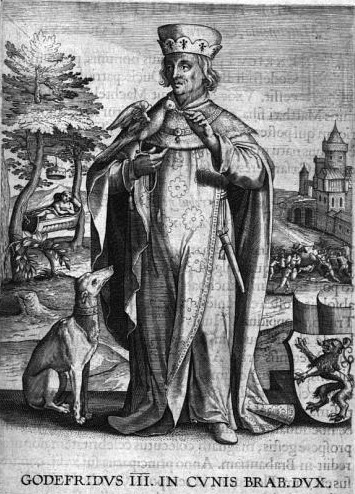
Godfried III van Leuven

In 987 kreeg prins-bisschop Notger van Luik de streek tussen Dijle en Gete in leen van keizer Otto III. Daarbij was ook het graafschap Brunengeruz (Bruningerode) met als hoofdplaats Tienen. Lambrecht met de Baard, de eerste graaf van Leuven, kon Brunengeruz bij zijn gebied inlijven nadat hij op 10 oktober 1013 prins-bisschop Balderik in de velden tussen Tienen en Hoegaarden versloeg. Als Brabantse vesting tegen Luik kreeg Tienen meteen stadsrechten en zijn eerste schansen met een speciale binnenversterking rond de heuvel van Sint-Germanus. Daarop verrees in het begin van de twaalfde eeuw de romaanse Sint-Germanustoren. De doopvont in de kerk dateert van 1149.
De voorkeursbehandeling die Tienen van Godfried III, landgraaf van Brabant, kreeg – de Tiense vrijheidskeure van 1168 is de oudste van Brabant – maakte de versterkte stad dubbel aantrekkelijk voor bewoners zodat de bevolking snel aangroeide. In 1194 werd de oorspronkelijke muur rond de Sint-Germanusheuvel opgegeven om plaats te ruimen voor een wijdere versterkte ring rond de groeiende stad. De huidige Oude Vestenstraat is hiervan een restant.
Midden twaalfde eeuw werd het Tiense begijnhof opgericht. Het zou een van de bloeiendste uit de middeleeuwen worden. In 1180 stichtte Albrecht, bisschop van Luik waarvan Tienen kerkelijk afhing, het kapittel van Sint-Germanus, dat openbaar onderwijs organiseerde.
Dit alles maakte Tienen tot een belangrijke Brabantse stad. Ze vormde met Brussel, Leuven, Antwerpen en 's-Hertogenbosch de vijf kwartieren van het machtige hertogdom Brabant.

## Dertiende eeuw: de gouden eeuw van Tienen
Hoewel Tienen in 1213 geplunderd werd door het eigen Brabantse leger onder leiding van hertog Hendrik I de Krijger – die was in Steps bij Montenaken door Hugo van Pierrepont, prins-bisschop van Luik, verslagen en nam de Tiense rijkdommen liever zelf in beslag dan ze aan de wraakzuchtige Luiksen te laten – zou de dertiende eeuw de grootste voorspoed brengen voor de stad. Hendrik I toonde berouw over zijn diefstallen in Tienen en schonk de stad allerlei voorrechten. Hij vermeerderde het kapittel van de kanunniken van Sint-Germanus en bevorderde zo het openbaar onderwijs. Als uiterste oostelijk punt van het hertogdom en gelegen op de belangrijke handelsweg naar het Rijnland was Tienen van groot strategisch belang voor de hertog. De versterkte stad was zijn grendel tegen het vijandige prinsbisdom Luik en controleerde de transithandel. Tienen werd zo een van de bloeiendste middeleeuwse steden met een belangrijke lakenweversindustrie. Er was een lakenhalle en Tiense weefsels werden uitgevoerd naar Frankrijk, Duitsland en Engeland. De stad had zelfs een muntslagerij, wat wijst op de voordelen die de stad genoot en op de winstgevende bedrijvigheden. Tiense munten waren kleine ronde schijven met het Brabants kruis op de ene zijde en het paaslam, het zegelbeeld van Tienen, op de andere.
Verschillende kloosterorden vestigden zich in Tienen en brachten er hun kloosters op korte tijd tot grote bloei: de Witvrouwen aan de Gete in Aandoren (1251), de Minderbroeders in de Minderbroedersstraat – later Kazernestraat (1261) , de Bogaarden aan de Bogaardenstraat (1266), de broeders Alexianen (Cellebroeders) aan de Kapucienenstraat (1266). De stad had ook belangrijke liefdadigheidsinstellingen: de Tafel van de H. Geest (1250), het Sint-Janshospitaal (1200) en de leprozerij van Danebroeck (1200).
De grote welstand van Tienen kan ook blijken uit de stichting van drie cisterciënzerabdijen door de Tiense burger Bartholomeus de Vleeschhouwer, zo genoemd omdat hij het ambacht van beenhouwer uitoefende. Deze rijke Tiense ambachtsman bekostigde de oprichting van de abdijen van Maagdendaal (Vallis Virginum) te Oplinter, van Bloemendaal (Florival) bij Waver en van Nazareth bij Lier. Beatrijs van Nazareth, een dochter van Bartholomeus was priorin van het klooster in Lier. Hier schreef zij ook haar mystieke traktaat Seven manieren van Minnen. Het is het oudst bekende Middelnederlandse proza van de Nederlandse letterkunde.
Met zijn overwinning in de slag bij Woeringen (1288) kon hertog Jan een einde maken aan de vijandige politiek van Luik. Het hertogdom Limburg werd aan Brabant gehecht en zo was de handelsroute van oost naar west definitief vrij. De belangrijke overwinning in Woeringen had de hertog van Brabant te danken aan de sterke gemeentelegers van Tienen, Leuven, Diest, Geldenaken, Nijvel, Brussel en Antwerpen waarover hij kon beschikken. Het leger van Tienen, voetvolk en boogschutters, stond onder het bevel van burgemeester Gilles Van den Berghe. Jan van Heelu, geboren in Helen-Bos tussen Tienen en Zoutleeuw, streed als ridder van de Teutoonse orde mee aan de zijde van de Brabanders. Van zijn hand is de rijmkroniek die het spannende verloop van de strijd in Woeringen bezingt. Jan van Heelu zou dit merkwaardig stuk middeleeuwse ridderpoëzie in 1291 geproduceerd hebben om Margaretha van Engeland, de verloofde van de zoon van hertog Jan, het Diets aan te leren.
Voor zijn inzet in Woeringen werd Tienen door de hertog beloond met een charter (24 februari 1291) dat de stad een ruime mate van zelfbestuur gaf en ook het recht om openbare markten in te richten. Tienen mocht het zegel van de weversgilde, met daarop een lam als zinnebeeld van de wol, als stadszegel (Sigillum Opidi Thenensis) gebruiken, een voorrecht dat alleen de vrije gemeenten kregen.
De gestage toename van de bevolking maakte een grotere vestinggordel noodzakelijk. In 1300 werden de nieuwe versterkingen voltooid met de aanleg van de Borchgracht en de Nieuwe Poort. Deze vestingpoort werd later ook Begijnenpoort of Gevangenenpoort genoemd omdat ze vlak bij het begijnhof was opgericht en een tijd dienstdeed als gevangenis.
Hertog Jan II was Tienen al even genegen als zijn vader. Hij schonk Tienen nog meer vrijheden en liet er het ’s Hertogenhuys bouwen aan de OLV-Broedersstraat, lange tijd een geliefkoosde verblijfplaats voor de hertogen en voor Johanna van Brabant.

## Veertiende eeuw: een toppunt maar ook een keerpunt
Tijdens de slag der Gulden Sporen (1302) stond de hertog van Brabant aan de zijde van de Franse koning, Filips de Schone. Dit was zeer tegen de zin van de Brabantse gilden die na de Vlaamse overwinning eveneens ageerden tegen de stedelijke patriciërs, net zoals in de Vlaamse steden. In verscheidene Brabantse steden ontstond dus grote beroering waartegen Jan II optrad met harde hand. Hij versloeg de opstandige gilden te Vilvoorde en liet in Brussel en in Leuven de leiders als bestraffing levend begraven. In een charter van 1306 beveelt hij de burgemeester en magistraat van Tienen in zijn naam streng op te treden tegen iedere opstandige gilde. Naast de machtige weversgilde floreerden in Tienen ook de gilden van de brouwers, de vleeshouwers, de volders, de maalders, de zeembereiders, de houtbewerkers, de hopkwekers en de huidevetters. Ook de muntslagers, de tingieters en klokkengieters waren georganiseerd in hun ambacht.

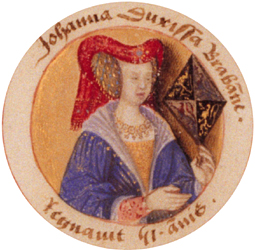
Johanna van Brabant

Tienen was op het toppunt van zijn stedelijke macht. In het beroemde charter van Kortenberg (1312) gaf hertog Jan II medezeggenschap aan zes Brabantse steden verenigd in zijn Raad: Brussel, Leuven, Antwerpen, ’s Hertogenbosch, Zoutleeuw en Tienen.
Het uitbreken van de pest in het midden van de veertiende eeuw werd de aanleiding tot een felle jodenvervolging. Joden hadden al een slechte reputatie als woekeraars met geld, maar nu werden ze ook gezien als oorzaak van de pest. Zij zouden de waterputten hebben vergiftigd om de christelijke bevolking uit te roeien. Opgezweept door boetepredikers wierp het volk zich op de joden die genadeloos werden uitgemoord, ook in Tienen waar de Joden talrijk waren. Zij werden in één naam met de Lombarden genoemd (ook geldwisselaars die woekerwinsten maakten) – vandaar de Lombaardenstraat – en hadden een kasteel-synagoog, het castellum Judeorum of de ‘Jodenborcht’. De Jodenborcht stond op de plaats die vandaag het eiland Sint-Helena wordt genoemd, aan de Borchgracht die haar naam aan de burcht kan hebben ontleend. Waarschijnlijk werd de Jodenburcht in Tienen tijdens deze pogrom vernield.
Tienen breidde zijn versterkingen nogmaals uit met acht nieuwe poorten (waaronder de Leuvense Poort, de Kabbeekse Poort en de Naamse Poort) en versterkte torens (Slicksteen, Schrans of Rondut en de toren van Geet aan het begijnhof). Zo was de stad goed uitgerust om de opdracht te vervullen die haar door de Blijde Inkomst (1356) werd toegewezen: de handelsbaan Keulen-Brugge vrijhouden en bewaken.
De versterkingen van Tienen zouden echter mee de oorzaak worden van zijn verval. De stad werd een aantrekkingspool voor alle vijanden van het hertogdom die vanaf 1365 in een lange opeenvolging Tienen zouden aanvallen, plunderen en verwoesten.
Johanna van Brabant volgde haar vader, hertog Jan III, op in 1355. Zij was nog maar pas triomfantelijk in Tienen ontvangen of een eerste vijand bestormde de muren van de stad (1365). Lodewijk van Male, graaf van Vlaanderen en schoonbroer van Johanna, nam Tienen gewapenderhand in zoals hij ook deed met Brussel, Leuven, Zoutleeuw en Nijvel. De graaf van Vlaanderen zocht compensatie omdat Johanna en haar man, Wenceslas van Luxemburg, de overeengekomen erfenisregeling bij de dood van hertog Jan III niet wilden nakomen. Men kwam tot een compromis: Lodewijk van Male kreeg Antwerpen en mocht de titel van hertog van Brabant voeren. Leuven, Brussel, Nijvel en Tienen moesten jaarlijks 25 gewapende soldaten leveren voor zijn leger. Tienen moest bovendien een subsidie van 900.000 schapen afdragen aan Wenceslas omdat de stad tijdens haar bezetting trouw had gezworen aan Lodewijk van Male. Tienen stond op de rand van een bankroet en het hielp niet toen Johanna de schuld omzette in eeuwigdurende renten: de stad geraakte niet uit de schulden.

## Vijftiende eeuw: onder het huis van Bourgondië
Met de dood van Johanna van Brabant kwam er een einde aan de dynastie van de hertogen van Brabant. In 1404 kwam Brabant onder het huis van Bourgondië dat een sterke centralisatiepolitiek voerde. Hertog Antoon deed zijn feestelijke intrede in Tienen in 1404 maar toen hij in 1412 manschappen en geld eiste om Gelderland te onderwerpen botste hij op een weigering. Tiense afgevaardigden werden daarop gevangengezet.
Onder Filips de Goede herleefde Tienen tijdelijk. Filips schonk de stad een charter (18 oktober 1459) waardoor de openbare markt van Tienen het monopolie van de graan- en wolhandel kreeg voor gans de hoofdmeierij.

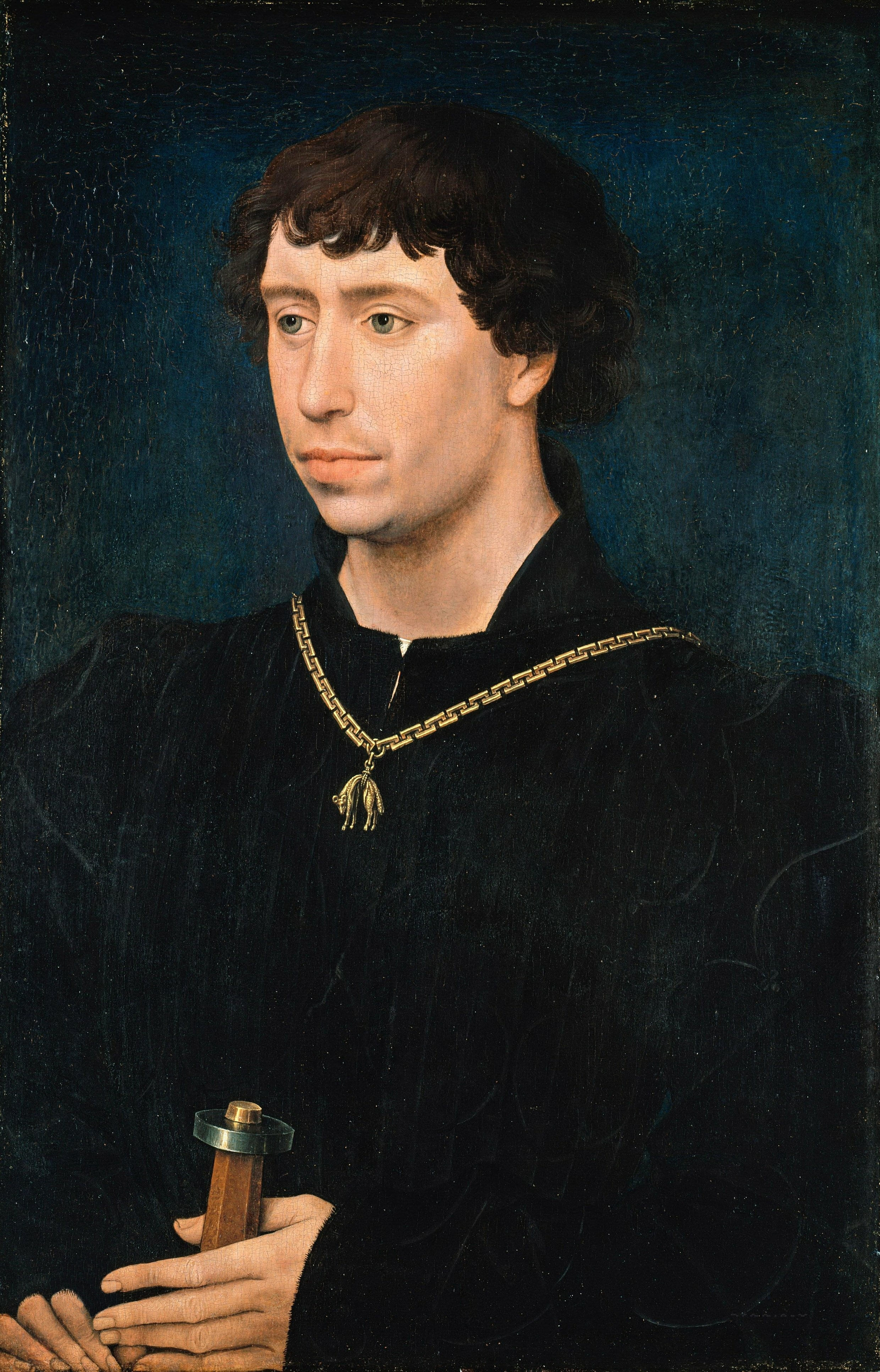
Karel de Stoute

Met Karel de Stoute, die in 1467 zijn vader Filips opvolgde, brak echter een periode van oorlog aan. In datzelfde jaar reeds kreeg Tienen Karels leger op bezoek toen het op weg was voor een strafexpeditie tegen Luik. In 1471 verklaarde Karel de Stoute de oorlog aan Lodewijk XI van Frankrijk en Tienen moest troepen leveren. De ‘pyckeniers, voetbogescutters ende ruyters’, ’in wits lakens ende blauwe gecleydt’ (de kleuren van Tienen) stonden onder het bevel van de burgemeester, ridder Merten van Wilre, heer van Oplinter. De Tiense legertroep overviel mee het Franse leger bij Amiens. De krijgsverrichtingen brachten voor de stad echter nog meer schulden mee. Er ontstonden erge twisten tussen de gilden en vele neringdoeners verlieten de stad.
Na de tragische dood van Karel de Stoute in Nancy (1477) volgde Maria van Bourgondië hem op. Zij schonk Tienen in 1478 een bijzonder charter: het bestuur van de stad werd ingericht op corporatieve grondslag. De gilden en ambachten kregen bijna alle macht in handen. Maximiliaan van Oostenrijk, haar echtgenoot en voorlopige opvolger bij haar dood in 1482, kon de opstandige steden Gent en Brugge niet aan zijn gezag onderwerpen. Brussel, Leuven en Tienen erkenden zijn regentschap daarop evenmin. Onder leiding van burgemeester Merten van Wilre verjoegen de voetboogschutters van Tienen en Leuven de troepen van Maximiliaan uit het gewest. Maximiliaan werd keizer van Duitsland en stuurde zijn generaal Albrecht van Saksen naar Vlaanderen en Brabant om er de opstand te onderdrukken. Aarschot, Horst, Nijvel, Genepiën en Geldenaken werden spoedig ingenomen maar bij Zoutleeuw, dat door Tiense troepen te hulp was gesneld, leed Albrecht van Saksen een gevoelige nederlaag (1489). In juli van hetzelfde jaar verscheen hij echter voor de poorten van Tienen. De stad was goed voorbereid en had voldoende levensmiddelen ingeslagen om een lange belegering het hoofd te bieden. Een tijd leek ze wel oninneembaar want dag na dag werden alle aanvallen afgeslagen. Een onverhoedse algemene bestorming verschafte de belegeraars echter toegang waarop Tienen werd geplunderd en platgebrand. De val van Tienen was de genadeslag voor de opstandige beweging in Brabant tegen Maximiliaan maar ook voor de stad zelf. Vele inwoners waren gedood of gevangengenomen, de stad was verwoest en moest bovendien nog een boete betalen van 11.000 Rijngulden.

## Zestiende eeuw: oorlog en rampen
In 1506, bij de dood van Filips de Schone, stelde de oud geworden Maximiliaan van Oostenrijk zijn dochter Margaretha aan als landvoogdes der Nederlanden, gedurende de minderjarigheid van Karel V.

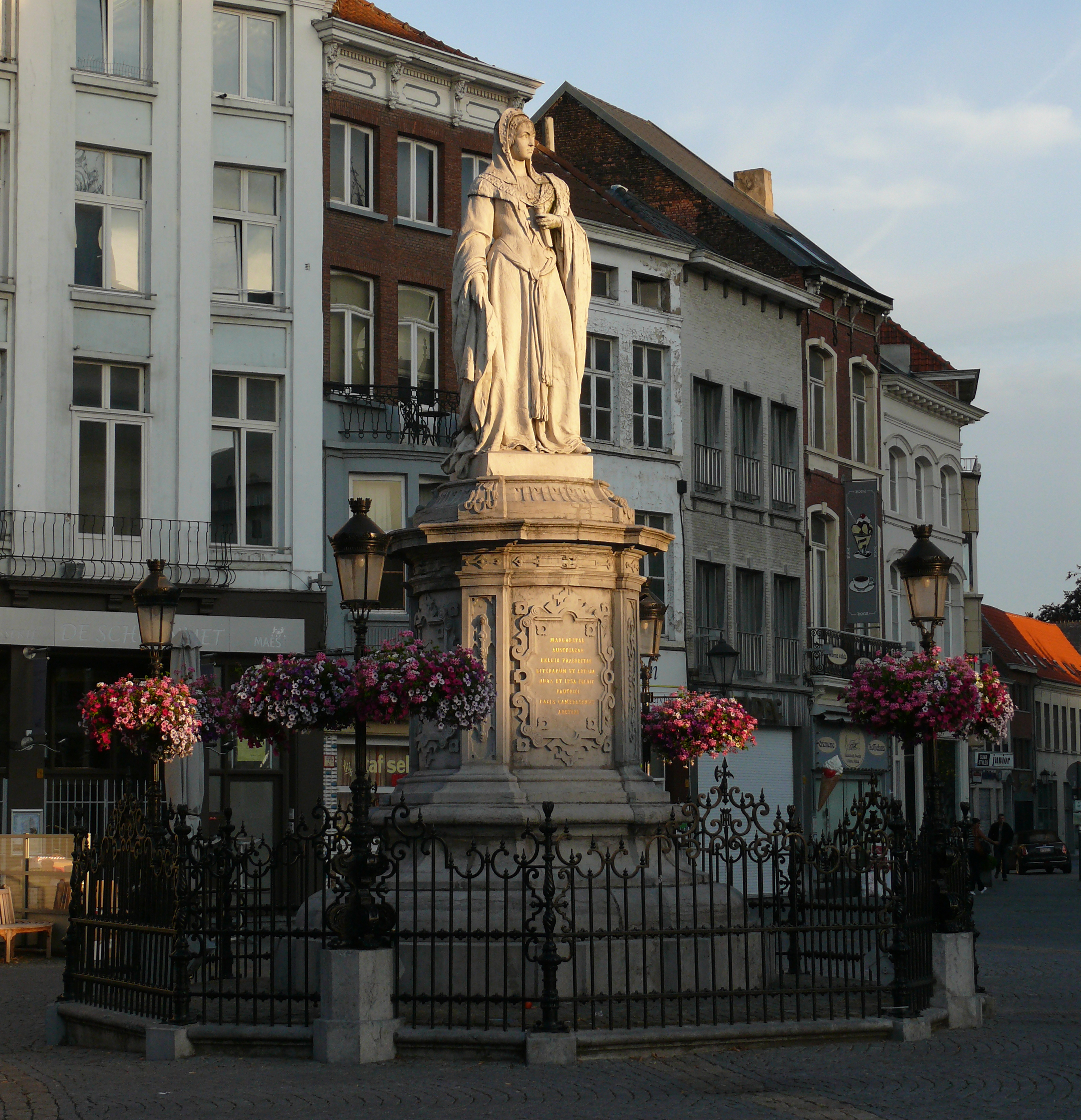
Standbeeld van Margaretha van Oostenrijk in Mechelen

Margaretha beschikte niet over geld en niet over een leger terwijl de oude vijanden van Bourgondië hun krachten bundelden. Karel van Egmond, hertog van Gelderland, was zijn onafhankelijkheid koppig blijven volhouden en sloot een verbond met de koning van Frankrijk en met prins-bisschop de la Marck van Luik om Brabant binnen te vallen. Margaretha van Oostenrijk besloot al haar militaire krachten te concentreren in de vestingstad Tienen en daar de vijand op te wachten. Deze eer werd Tienen fataal. De stad werd slechts verdedigd door 169 Naamse ruiters en een kleine afdeling voetvolk wanneer de Fransen met 500 speerdragers en 2000 infanteristen opdaagden. Daarbij sloten zich nog de 2000 landsknechten en ruiters aan van Robert de la Marck en de 7000 landsknechten en ruiters van de hertog van Gelderland. Die bracht ook negen stuks artillerie in stelling en 200 Duitse ruiters. Op 19 september 1507 werd Tienen bestormd en ingenomen. De plundering van de stad duurde dertien dagen en was buitenmaats. Niets bleef gespaard in de stad: kloosters, kerken, huizen – alles werd leeggehaald. De omliggende dorpen en gehuchten ondergingen hetzelfde lot. Bij zijn terugtocht nam de hertog van Gelderland vele Tiense gevangenen mee die in Roermond werden opgesloten of tegen hoge losgelden werden vrijgelaten.
Deze tweede verwoesting in minder dan twintig jaar leek een doodsteek voor Tienen. Vele burgers verlieten de ongeluksstad, die als gevolg daarvan ook in oppervlakte kromp: in 1512 gaf Maximiliaan van Oostenrijk toestemming om de versterking te 'minderen'. Tot de Tiense magistraat het lumineuze plan opvatte om de Grote Gete bevaarbaar te maken van Tienen tot aan de Kleine Gete in Budingen. Op 3 maart 1526, met goedvinden van de nieuwe vorst Karel V, legde het eerste schip aan in Tienen en had de stad op slag lucratieve handelsverbindingen met Zoutleeuw, Diest, Zichem, Aarschot, Mechelen en Antwerpen via de Gete, Demer, Dijle en Schelde. Tienen bezat nog steeds het monopolie van de graanverhandeling en kon als algemene graanstapelplaats voor heel Brabant functioneren. Ook voor de handel in de toen reeds vermaarde bieren van Hoegaarden en voor de steengroeven ten zuiden van Tienen (Dongelberg, Gobertingen, Overlaar) was de nieuwe waterweg een godsgeschenk. Ondanks de boycot door Zoutleeuw dat node zijn oude monopolie van scheepvaart op de Gete deelde en Tienen voor de rechtbank daagde, begon Tienen te floreren. Er kwamen stapelhuizen aan de Werf (het Schipplein) en nieuwe inwoners stroomden toe. Wevers uit Diest kwamen zich in Tienen vestigen: de oude wol- en lakennijverheid kwam weer tot leven. De stad werd opnieuw en beter versterkt (1537). Spoedig zou blijken dat dit niet zo'n goed idee was: hoe meer de stad als bastion werd gebruikt, hoe meer ze ook een doelwit voor vijandige troepen werd.
De economische heropbloei van Tienen was van korte duur. Toen Karel V in 1555 troonsafstand deed ten voordele van zijn zoon Filips II, braken de godsdienstoorlogen uit. Het tolerantie-edict van Margaretha van Parma had vele Nederlandse, Duitse en Franse protestanten naar Vlaanderen en Brabant gelokt. In 1566 zetten zij met hun beeldenstorm de steden in vuur en vlam. Filips II stuurde de gevreesde hertog van Alva om met geweld de orde te herstellen. Het brutale optreden van Alva versterkte de prins van Oranje, Willem de Zwijger, die in Duitsland een leger van 28.000 man verzamelde en daarmee Brabant binnenviel. In oktober 1568, het jaar dat Egmont en Hoorn onthoofd werden, stond dit leger voor de poorten van Tienen. De stad werd door Spaanse troepen, die in Zoutleeuw waren gelegerd, ontzet. Dat gebeurde ten koste van Zoutleeuw, want deze stad werd ingenomen en geplunderd. Op 2 september 1572 stond het leger van de prins opnieuw voor Tienen. Zonder garnizoen kon de stad zich niet verdedigen en dus werden de poorten geopend. De invasie van de prins liep echter uit op een nederlaag, waarna hij zich naar Holland terugtrok. 
Steden die Oranje hadden binnengehaald of zich aan zijn troepen hadden overgegeven, werden heroverd en gestraft. Met de Pacificatie van Gent verzoenden Brabant en de andere provinciën zich met het opstandige Holland en Zeeland, tegen de wil van de Spaanse koning. In 1576 stuurde deze don Juan van Oostenrijk, de held van de zeeslag bij Lepanto, naar de Nederlanden om de opstand te bedwingen. Zijn generaal, Octavio de Gonzaga, zou de Brabantse steden overmeesteren. Hij sloot een overeenkomst met Tienen zodat de stad van een belegering gevrijwaard bleef. Maar toen het Spaanse leger bij Rijmenam door de verbondenen verslagen werden, moest don Juan zich naar Tienen terugtrekken. Hij liet alle steden aan de opstandelingen en trok in Tienen zijn legermacht samen. Op 13 oktober 1578 namen de verbondenen Tienen in. De plundering die er op volgde duurde tot eind november. Het ‘Staetevolck’ verbrandde alle huizen in de Broekstraat en ook het klooster van de alexianen werd verwoest. Alexander Farnese, de opvolger van don Juan van Oostenrijk, kon de stad ontzetten en de verbondenen verjagen.

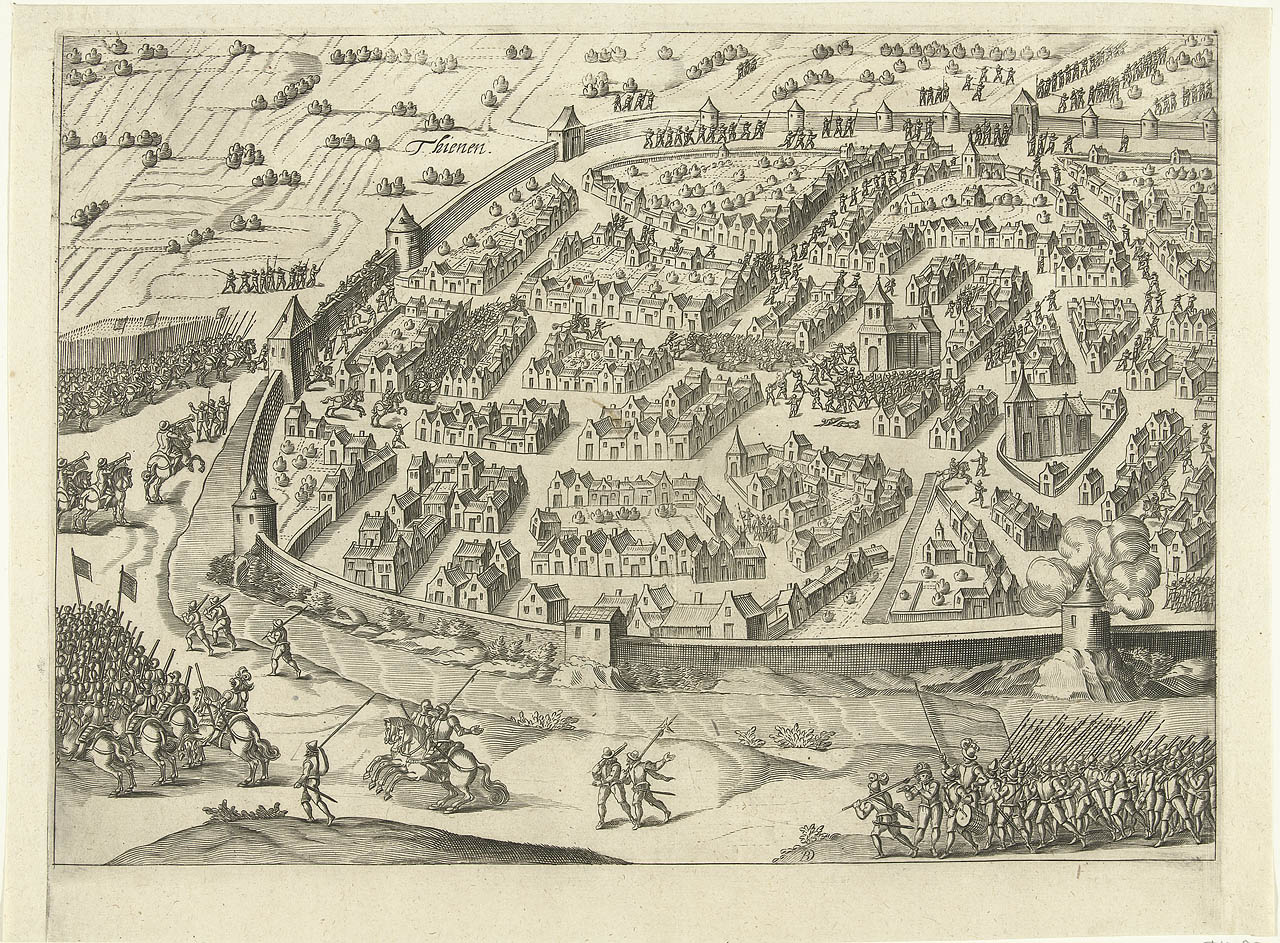
Inname van Tienen door het Staatse leger in 1588 (gravure van Bartholomeus Wllemsz. Dolendo)

Na de Unie van Utrecht bleven de Zuidelijke Nederlanden grotendeels in handen van Farnese.  Niettemin bleven Staatse legers nog in het Zuiden actief. In 1581 overviel de Staatsen Tienen en plunderde de stad gedurende zes dagen. Op 2 mei 1582 overmeesterde een Staats garnizoen opnieuw Tienen alweer met nieuwe plunderingen en het platbranden van huizen aan de Linterse poort tot gevolg. Op 11 april 1588 was het de beurt aan een troep uit Bergen-op-Zoom die de stad overviel. Rond het stadhuis op de Veemarkt, dat in brand werd gestoken, werd hevig gevochten. Van 90 Spanjaarden bleven slechts zes in leven. De Staatsen voerden verscheidene Tienenaars gevangen mee maar in Langdorp werden die door een Spaanse legerafdeling bevrijd. Tienen bleef een aanlokkelijke en gemakkelijke prooi. Op 25 augustus 1590 kwamen nog maar eens 2.000 Staatsen Tienen overvallen die de stad beroofden van wat hun voorgangers nog hadden gelaten.
Er kwam geen eind aan de rampen die Tienen troffen. In 1592 viel de bliksem op de toren van de Sint-Germanuskerk, zoals ook al in 1530 was gebeurd met een grote brand tot gevolg. In 1596 brak de pest uit in de stad, wat vele burgers het leven kostte. Ondertussen was door de oorlogsomstandigheden de scheepvaart op de Gete stilgevallen. De stad verkeerde in een ellendige toestand: de meeste gebouwen en huizen waren verwoest, de bevolking was ten dele uitgemoord, vele burgers hadden de stad verlaten, de handel en nijverheid lag stil.

## Zeventiende eeuw: nog meer oorlogen en plunderingen
In 1598 had Filips II het bestuur van de Nederlanden toevertrouwd aan de aartshertogen Albrecht en Isabella. Albrecht moest ten oorlog tegen Maurits van Oranje die hem in 1600 bij Nieuwpoort had verslagen. Albrecht zou wraak nemen en verzamelde al zijn troepen voor de belegering van Oostende. Deze belegering zou drie jaar duren, tot 1604, waardoor de steden van Brabant ondertussen overgeleverd bleven aan kleine, opstandige garnizoenen die overal verwoestingen aanrichtten. Op 27 april 1604 kwamen ze Tienen belegeren dat slechts bewaakt werd door een handvol krijgslieden onder leiding van graaf Frederik van den Berghe. Toch slaagde deze erin de aanval op de stad af te slaan en de aanvallers terug te drijven. Uit woede staken zij het klooster van de Witvrouwen in Aandoren in brand en ook de kerk van Hakendover.
Onder Albrecht en Isabella kon Tienen even herademen. Eén dag per maand moesten de burgers arbeidsdienst voor de stad presteren. Het puin werd geruimd en een nieuwe vestinggordel aangelegd. Het openbaar onderwijs werd opnieuw ingericht. Dit werd aanvankelijk toevertrouwd aan de karmelieten. Enkele jaren nadien werd een overeenkomst met het Klooster van de Augustijnen te Tienen gesloten, dat in 1617 een college stichtte.
Aartshertog Albrecht overleed in 1621. Isabella regeerde nog twaalf jaar en trachtte met de Noordelijke Provinciën tot een vredelievende overeenkomst te komen. Frederik-Hendrik, prins van Oranje, had echter andere plannen. Hij sloot een verbond met Frankrijk om de Zuidelijke Nederlanden aan te vallen met een leger van 60.000 man waarvoor elk land de helft van de troepen zou leveren. In 1635 vielen beide legers binnen, het Franse leger langs Luxemburg en zo naar Maastricht waar het verbinding maakte met het Staatse leger. De opvolger van aartshertogin Isabella, de nieuwe landvoogd prins-kardinaal Ferdinand van Toledo, bracht heel Zuid-Brabant in staat van verdediging. Op 21 mei kwam hij aan in Tienen waar hij het Frans-Staatse leger wenste te stuiten. Tienen zou dus andermaal als borstweer voor Zuid-Brabant dienen en de bloedigste slagen van deze nieuwe oorlog opvangen. De prins-kardinaal bleef tien weken in Tienen om rond de stad versterkingswerken uit te voeren. Alle weerbare burgers werden verplicht de wapens op te nemen, ook kloosterlingen.

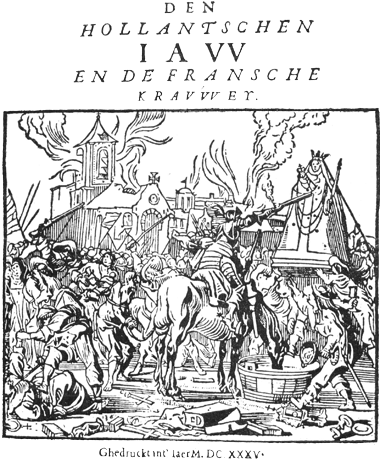
Plundering van Tienen door Fransen en Staatsen in 1635

Het Frans-Staatse leger dat naar Tienen afzakte was echter kolossaal. Het bestond uit 50.000 voetknechten en 11.000 ruiters en het voerde tweehonderd kanonnen mee en een legertros van 5.000 wagens. De prins van Oranje sloeg zijn hoofdkwartier op in de abdij van Heylissem. Op 8 juni 1635 ontving Tienen een ultimatum. De stad weigerde vrije doorgang waarop de prins de stad langs verschillende zijden liet beschieten en bestormen. De verdediging hield vijf uren stand, maar toen konden de Fransen de valbrug aan de Maastrichtse poort verbrijzelen en de stad binnendringen. De Staatsen waren met stormladders over de Borchgracht geraakt en klommen over de muren. Als een vloedgolf verspreidde het soldatenvolk zich in heel de stad. Er werd geplunderd, gebrand en gemoord. In de straten, op de pleinen en vooral in de kerken lagen weldra vele lijken. Handschriften van getuigen hebben het over de meest afschuwelijke misdaden die gepleegd werden op de inwoners, op vrouwen en vooral op kloosterlingen. Heel Tienen werd in brand gestoken, ook de Sint-Germanuskerk en de kerk van OLV-ten-Poel. Het Sint-Jansgasthuis in de Langstraat werd eveneens in brand gestoken: de meeste zieken, nonnen en vluchtelingen vonden in de vuurpoel de dood. Ook het rijke stadsarchief ging in vlammen op, net als een groot gedeelte van de archieven van de kerken en kloosters, talloze oorkonden en kunstwerken. Tienen was herschapen in een rokende puinhoop. Van de 600 huizen binnen de vesten bleven er slechts 30 gespaard. De stad had voor altijd zijn rijke, middeleeuwse uitzicht verloren.
En nog kwam er geen einde aan de lijdensweg van Tienen. Er waren al uitbraken van pestepidemies geweest maar in 1634, 1635 en 1636 sloeg de ziekte moordend toe. De stad was weerloos tegen nog meer rooftochten van Staatse troepen zoals in 1636 en in 1641. In 1646 werd Tienen ingenomen en geplunderd door 5.000 voetknechten en 200 ruiters onder het bevel van de graaf van Solms, militair gouverneur van Maastricht. Die nam eenentwintig vaandels en zeven standaarden mee naar Maastricht, als getuigenis van ‘de overwinning te Tienen behaald’.
In 1648 bracht het Traktaat van Munster weer rust in het land. Tienen, de geslagen stad, trachtte zich herop te richten o.a. door de Gete opnieuw bevaarbaar te maken. Dat lukte wel – op 24 november 1651 geraakte een eerste schip weer tot Tienen – maar de Gete was grillig geworden en de onderhoudskosten van waterloop en sluizen waren hoger dan de inkomsten. De verarmde stad kon dit niet volhouden en gaf na vijf jaar de Gete prijs. Andermaal sloeg de pest toe (1668) en weer kwam een oorlogsdreiging dichterbij. Lodewijk XIV van Frankrijk aasde op de Nederlandse provinciën die hij van Spanje afhandig wilde maken. In 1667 maakte hij zich meester van Vlaanderen en zou weldra Brabant onder de voet lopen. Tienen versterkte zich zo goed mogelijk en wachtte angstig af. In 1673 kwam een Frans leger onder de leiding van de koning zelf uit het zuiden oprukken, wat in Tienen voor grote paniek zorgde. Pater Antoon van de Tiense kapucijnen nam de leiding over van de stadsmagistraat, die door angst was verlamd. Twee paters werden het Franse leger tegemoet gezonden. Zij kregen van de hertog de la Feuillade gedaan dat het gros van het Franse leger Tienen links zou laten liggen, maar de stad moest wel drie bruggen over de Gete slaan zodat de kanonnen en de legertros door de stad konden trekken. De Tiense magistraat en vele burgers sloegen echter op de vlucht, zodat de kapucijnen alleen bleven om te trachten, met zeven dikke eiken uit hun tuin, de bruggen te bouwen. Toen het Franse leger op één mijl van de stad werd gemeld ging pater Antoon het tegemoet en nodigde hertog de la Feuillade uit om de brug aan Barberendaal te komen inspecteren. Die werd sterk genoeg bevonden. Het leger zou langs daar met zijn kanonnen en wagens doortrekken naar Oplinter. Pater Antoon leek geslaagd in zijn opzet om de doortocht van het leger door Tienen op een slimme manier te verhinderen. De stad moest echter al zijn graan afstaan en alle koeien en schapen werden opgeëist. Zij moest ook zestig tonnen bier leveren voor 4.000 Zwitsers die de vesten van Tienen kwamen slopen.

## Achttiende eeuw: Oostenrijks bewind
Bij een brand in 1705 gingen dertig van de mooiste Tiense huizen in vlammen op in de Spiegelstraat en de Nieuwstraat. In 1708 werd de Sint-Germanuskerk door een zware brand vernield.
Tweemaal zou Tienen plunderend bezoek ontvangen van de verbonden Nederlandse, Engelse en Oostenrijkse legers die de Fransen bevochten. De laatste maal betaalde Tienen zijn tol toen de hertog van Malborough, de aanvoerder van de verbondenen, in Meldert zijn kamp had opgeslagen, op terugweg van Ramillies waar de Fransen definitief werden verslagen.

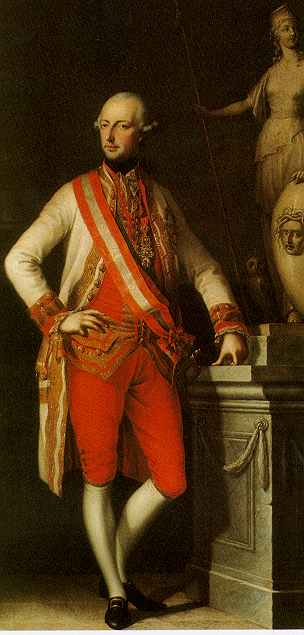
Keizer Jozef II

Brabant kwam onder Oostenrijks bewind. Onder keizer Karel VI en vooral onder Maria Theresia kwam er een wederopbouwpolitiek. De wegen die Tienen verbinden met Leuven-Brussel, Sint-Truiden-Luik, Hannuit-Namen, Geldenaken, Diest en Aarschot werden verbreed en gekasseid. Tienen kon zijn rol van transitcentrum weer opnemen en kwam er langzaam bovenop, niet in het minst dankzij zijn brouwers. Tiense bieren werden alom geprezen – in Brussel werd haast geen ander dan Tiens bier gedronken – en de hoge transactierechten op bier brachten nieuwe welstand in de stad.
Keizer Jozef II bezocht Tienen in 1781 en verbleef een halve dag in de afspanning 'Den Grooten Hert' op de Grote Markt. Een van zijn eerste maatregelen was de afschaffing van de 15 kerkhoven rond de kerken en kloosters in de stad. Van 1782 bestaat daarom het stedelijk kerkhof aan de Aarschotsesteenweg. Jozef II schafte in 1783 ook de kloosters af van Daenebroek, Cabbeek en Barberendael. Hij liet bovendien de vesten, of wat er van restte, helemaal slopen. Er ontstond een algemene sfeer van opstandigheid. Tienen gaf de eerste stoot aan de Brabantse Omwenteling. De stad bracht in het geniep een compagnie voetvolk te been en een compagnie dragonders te paard met een eigen vaandel, met daarop het Tiens wapenschild en aan de andere zijde het wapenschild van Brabant. Brouwer Jan Windelinckx, die nog in het Oostenrijks leger gediend had, kreeg de leiding. Zijn aanhouding op 21 juli 1789 stak het vuur aan de lont van de Brabantse revolutie. De stormklok van de Sint-Germanustoren werd geluid, een menigte trachtte te verhinderen dat Windelinckx zou worden opgesloten en sloeg de ruiten in bij keizersgezinden. Met de hulp van Hoegaardiers werd Windelinckx uit de gevangenis bevrijd. Een detachement van de keizerlijke troepen met voetvolk en ruiterij werd van Leuven naar Tienen gezonden om er garnizoen te houden. De burgerij werd ontwapend. Op 26 november 1789 kreeg Jan Van der Meersch met zijn Brabants patriottenleger, dat de Oostenrijkers in Turnhout verslagen had, een enthousiast onthaal in Tienen. Het Oostenrijks garnizoen sloeg op de vlucht maar enkele dagen later marcheerden drie Oostenrijkse kolommen van telkens 1500 man met twintig stukken geschut op naar Tienen. Van der Meersch trok zich met zijn leger terug uit de stad, zodat ze gespaard bleef. De Oostenrijkers werden ook uit Brussel en Leuven verdreven. Op 2 december 1789 tekende Van der Meersch te Orsmaal bij Tienen de conventie die toeliet dat de patriottencompagnies gehandhaafd bleven. Jan Windelinckx bleef het bevel voeren over het Tiense korps dragonders, vier compagnies sterk.
Na de dood van Jozef II wilde zijn opvolger, keizer Leopold II, terug orde op zaken stellen. Toen het Oostenrijks leger daartoe in 1790 naar Brabant werd gestuurd mobiliseerde Hendrik van der Noot het patriottenleger vanuit Tienen. Hij had zijn intrek genomen in ‘Den Grooten Hert’, een afspanning aan de Leuvense Straat, en schouwde op 12 september 1790 zijn vrijwilligersleger van 3000 man op de Grote Markt. Voor de eerste maal wapperde daar de zwart-geel-rode vlag van de Brabantse revolutie. De expeditie naar Namen, waar men de Oostenrijkers wilde tegenhouden, mislukte echter en voor het jaar om was stonden de Zuidelijke Nederlanden terug onder Oostenrijkse heerschappij.

## Frans republikeins bewind (1794-1815)

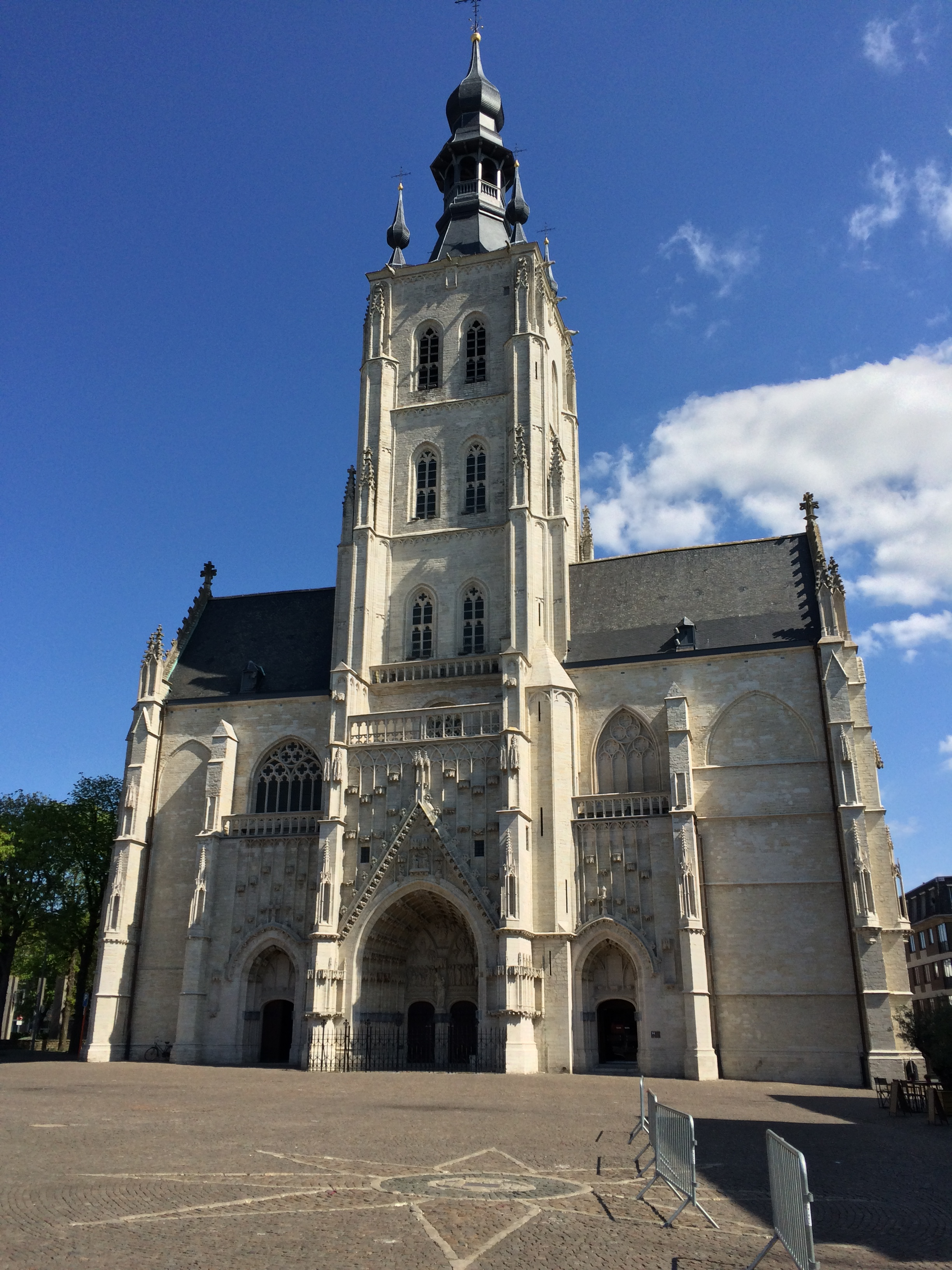
Onze-Lieve-Vrouw-ten-Poel, geen kerk meer in 1794 maar 'Tempel der Wet'

Op 6 november 1792 versloeg de Franse generaal Dumouriez de Oostenrijkers te Jemappes, het begin van Franse overheersing. Dumouriez trok meteen op naar Tienen waar een korps van 3000 vrijwilligers en 5000 Oostenrijkse soldaten de stad en de omgeving tegen zijn leger moesten verdedigen. De superieure Franse artillerie ruimde de weerstand echter spoedig op en op 22 november trokken de Fransen Tienen binnen. Dumouriez liet er een sterk garnizoen achter dat een poedermagazijn inrichtte tegen het lokaal van ‘den edelen kruisboog het Sint-Joris-Serment’. Op 10 maart 1793, bij het naderen van het weer oprukkend Oostenrijks leger, bliezen de vluchtende Fransen het poedermagazijn op met desastreuze gevolgen. Het gebouw van het Sint-Joris-Serment, de helft van het klooster der minderbroeders en vele huizen stortten in. In heel de stad was er schade. Tachtig inwoners schoten er het leven bij in. Een van de acht balken waarop de torenkap van Sint-Germanus rust, knakte door. Sindsdien had de kerk een scheve torenspits.
Op 26 juni 1794 werden de Oostenrijkers in Fleurus door de Fransen beslissend verslagen. Zodra het Frans regime in Tienen geïnstalleerd was, schafte het meteen alle kloosters af. Hun goederen werden verbeurd verklaard en publiek verkocht. De kerken werden gesloten. De kerk van OLV-ten-Poel werd de Tempel der Wet: de Koningin van de Rede werd op het altaar geplaatst.
De Franse verordeningen stootten vooral in de dorpen op veel weerstand. In het Hageland brak de Boerenkrijg uit. Een boerenleger onder leiding van Eelen versloeg in Kapellen de sansculotten waarop de brigands Tienen en Zoutleeuw bedreigden. Tienen nam een weinig volksgebonden houding aan jegens de Boeren. De inwoners van Tienen vormden zelfs een vrijwilligerskorps dat samen met de Fransen de Boeren in het Hageland ging bevechten.
Op 23 april 1803 kreeg Tienen bezoek van de latere keizer Napoleon. Ook nog eens in september 1804. Napoleon overnachtte toen in het gasthof ‘De Tinnen Schotel’ op de Grote Markt. In datzelfde gasthof zouden in 1815 Blücher en Wellington, de overwinnaars van Waterloo, elkaar ontmoeten en beslissen over Napoleons lot.

## Verenigd met Nederland (1815-1830)

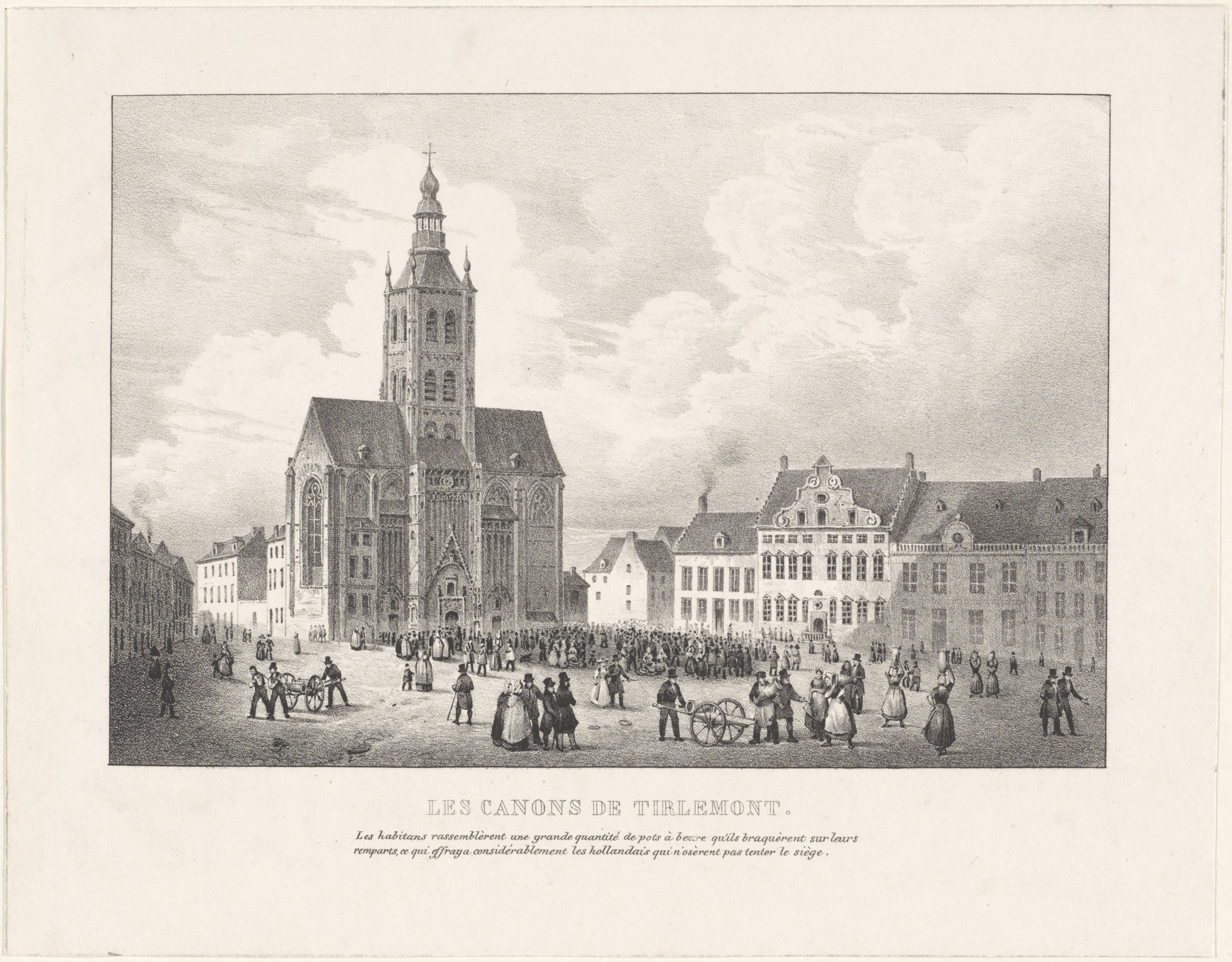
De kanonnen van Tienen tijdens de Belgische revolutie in 1830.

Onder Willem I der Nederlanden, die ook tweemaal in ‘De Tinnen Schotel’ te gast was, werd eraan gedacht om de Gete terug bevaarbaar te maken. Er werden zelfs plannen gemaakt om een kanaal te graven van Tienen naar Leuven, maar de revolutie van 1830 verhinderde de uitvoering van deze plannen.
Tienen speelde een niet onbelangrijke rol in de Belgische Omwenteling (1830). Een vrijwilligerskorps uit Tienen, onder leiding van Emmanuel Pariens en Mathias Bodson, nam deel aan de septemberdagen in Brussel.
Op 23 september 1830 verschenen 3000 regeringssoldaten voor Tienen. Onder het vuur van het Tiense vrijwilligerskorps moesten zij zich terugtrekken. Het verhaal gaat dat de overwinning van het kleine aantal Tienenaars op het grote leger aan ‘de list der boterpotten’ te danken was. Omdat ze zelf over geen artillerie beschikten brachten de Tienenaars twintig grote boterpotten ‘in stelling’, die als kanonslopen met de opening in de richting van de vijand werden opgesteld
Vijf dagen later, op 28 september, verhinderden Tiense vrijwilligers dat het leger van generaal Cort Heyligers – met zijn 8000 man voetvolk, 300 ruiters en acht stukken veldgeschut – door Tienen zou trekken. Het leger moest daarom een omweg langs Bevekom maken om Leuven te bereiken. De Tienenaars namen veertig regeringssoldaten gevangen.

## Onafhankelijk België

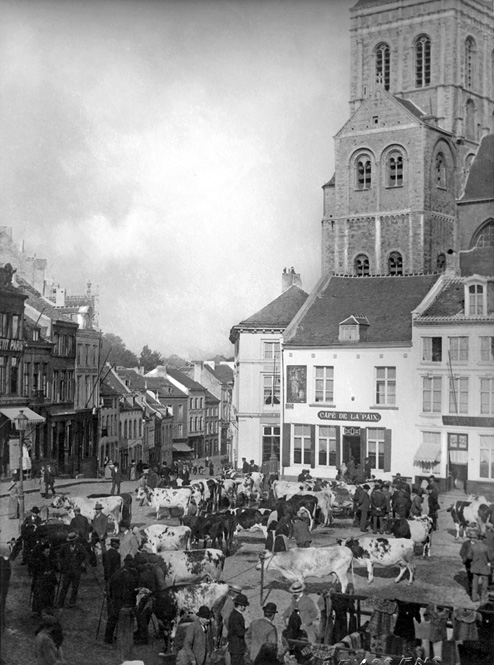
Veemarkt Tienen rond 1900

Op 10 augustus 1831, tijdens de Tiendaagse Veldtocht van de prins van Oranje om de Zuidelijke provinciën weer met Nederland te verenigen, werd Tienen door diens leger ingenomen. De Maasgidsen - een onderdeel van het Maasleger, dat in Hasselt uiteen werd geslagen maar zich nu vanuit Luik in Leuven met het Scheldeleger trachtte te verenigen - konden, samen met het Tweede Jagers te Paard, de Nederlanders verdrijven.
Het begin van een nieuwe, vreedzame bloeiperiode voor Tienen werd ingeluid met de aanleg van de spoorweg Brussel-Leuven-Tienen. De eerste trein werd er feestelijk onthaald op 21 september 1837. De tocht door de meer dan negenhonderd meter lange tunnel van Kumtich, de eerste spoorwegtunnel van het land, was voor de reizigers een grote sensatie.
In 1836 vroeg Joseph Vandenberghe de Binckom de toestemming om in Tienen een suikerfabriek te beginnen. De suikerindustrie zou Tienen op de nationale en internationale kaart zetten. Voor het verwerken van suikerbieten was Tienen uitstekend gelegen, aan de rand van het vruchtbare Haspengouw dat met zijn zware leemgronden zo geschikt is voor de teelt van suikerbieten. De fabriek zou niet alleen de belangrijkste werkgever van het Hageland worden, zij expandeerde snel, zij bouwde of verwierf belangrijke raffinaderijen in binnen- en buitenland.
Tienen trok nog andere industriële activiteiten aan: machinebouw en ketelmakerij (J.J. Gilain), een breiwerkfabriek gesticht in 1865, een ijzergieterij en constructiewerkhuizen gesticht in 1879 onder de naam S.A. Ateliers de Construction de J.J. Gilain. De landbouwmarkten van Tienen werden vermaard, vooral de paarden- en veemarkten.

## Wereldoorlogen
Op 18 augustus 1914 werd Tienen door de Duitsers bezet, nadat dezen in Halen en Sint-Margriete-Houtem door de Belgische verdedigingslinies waren gebroken. In Tienen werden 60 huizen totaal verwoest en 152 woningen beschadigd. Honderd Tiense soldaten en burgers zouden door krijgsverrichtingen in de Eerste Wereldoorlog om het leven komen.
In 1930 werd 100 jaar Belgische onafhankelijkheid op grootse wijze in Tienen herdacht. De stad was tot nieuwe bloei gekomen: de bevolking was aangegroeid van 7000 inwoners in 1830 tot 22.806 in 1930.
De Tweede Wereldoorlog kostte 80 Tienenaars het leven: 40 soldaten, één burger werd gefusilleerd, vier werden gedood als weerstanders, negentien lieten het leven als weggevoerden naar Duitsland, zeven als krijgsgevangenen. 549 huizen werden totaal vernietigd, 2551 beschadigd. Het Burgerlijk Gasthuis en bijna alle huisjes van het begijnhof werden verwoest door de luchtbombardementen in 1944.